# قرارداد عدم رقابت
قرارداد عدم رقابت (به انگلیسی: Non-compete clause) قراردادی است که میان کارفرما (مدیر، صاحب اطلاعات) و کارگر (کارمند، گیرندهٔ اطلاعات) برای مدتی مشخص و در محدوده جغرافیایی معین به منظور عدم رقابت و حفظ منافع تجاری تنظیم و امضاء می‌شود.

## رابطه قرارداد عدم رقابت وقرارداد محرمانگی اطلاعات
عدم رقابت در روابط حقوقی به دو شکل درج می‌شود:
1. یا به صورت یک قرارداد مجزا.
2. یا در قالب شرط ضمن عقد.

در حالت دوم یعنی در حالتی که به عنوان شرط ضمن عقد قرار می‌گیرد می‌تواند در زیر قرارداد عدم افشا اطلاعات قید شود.